# Fornby, Borlänge kommun
Fornby är del av tätorten Borlänge söder om centrum i Stora Tuna socken i Borlänge kommun.
Fornby ligger på norra sidan om Tunaån och cirka 1 kilometer nordväst om Stora Tuna kyrka. Området avgränsas i norr av Åselby som är en stadsdel i Borlänge.
I Fornby ligger Fornby folkhögskola.